# Kasteel van Hardelingen
Het Kasteel van Hardelingen is een herenhuis aan Hardelingenstraat 5 te Sint-Huibrechts-Hern.
Oorspronkelijk was dit domein een allodiaal bezit, dat in 1215 door Rodolphus, proost van het kapittel van de Onze-Lieve-Vrouwekerk te Tongeren, aan dit kapittel werd geschonken. Dit kapittel bezat de lage, middelbare en hogere heerlijke rechten.
In de 14e eeuw was de voogdij in handen van ene Karel Marteal, die ook heer was van Werm. Eind 18e eeuw kwam er een einde aan het feodalisme en werd het domein verkocht aan de particuliere familie Schaetzen.
De hoeve van het domein werd in de 19e eeuw sterk verbouwd en in 1927 werd het gebouw nog uitgebreid met een torentje en een haakse vleugel.
Het herenhuis wordt omringd door een Engelse tuin.